# 黄维垣
黄维垣（1921年12月15日—2015年11月17日），男，福建莆田人，中国有机化学家，中国科学院上海有机化学研究所研究员，曾任该所副所长、所长，中国化学会理事长。中国有机氟化学的奠基人之一。

## 生平
黄维垣生于福建莆田。1943年毕业于福建协和大学化学系。1949年获岭南大学理学硕士学位。1952年获美国哈佛大学博士学位。1980年当选为中国科学院学部委员（院士）。